# Nadie como tú (canción de Miranda!)
«Nadie como tú» es una canción-sencillo escrito por Alejandro Sergi que fue lanzado como el tercer y último sencillo oficial del sexto disco de la banda Miranda! titulado Safari (2014).

## Posicionamiento en listas
| Listas (2005)            | Mejor posición |
| ------------------------ | -------------- |
| Argentina (CAPIF)        | 32             |
| Mexico (America Top 100) | 76             |
| Peru (America Top 100)   | 60             |